# 長苞紫珠
長苞紫珠（学名：Callicarpa longibracteata）是香港特有的唇形科紫珠屬灌木植物。高約三米。樹枝外有一列列黃色星形。葉子成長橢圓刀片型狀。僅僅在新界鹿頸林中生長。

## 外部連結
- 長苞紫珠 （页面存档备份，存于）(英語)